# Diócesis de Børglum
La diócesis de Børglum, de Vestervig o de Vendsyssel (en latín: Dioecesis Arusiensis y en danés: Børglum Stift) fue una circunscripción eclesiástica de la Iglesia católica en Dinamarca. Fue suplantada por una superintendencia luterana el 2 de septiembre de 1537 por decisión del rey de Dinamarca y Noruega y quedó suprimida de hecho al fallecer su último obispo católico el 21 de enero de 1551. Se trataba de una diócesis latina, sufragánea de la arquidiócesis de Lund. 

## Territorio y organización

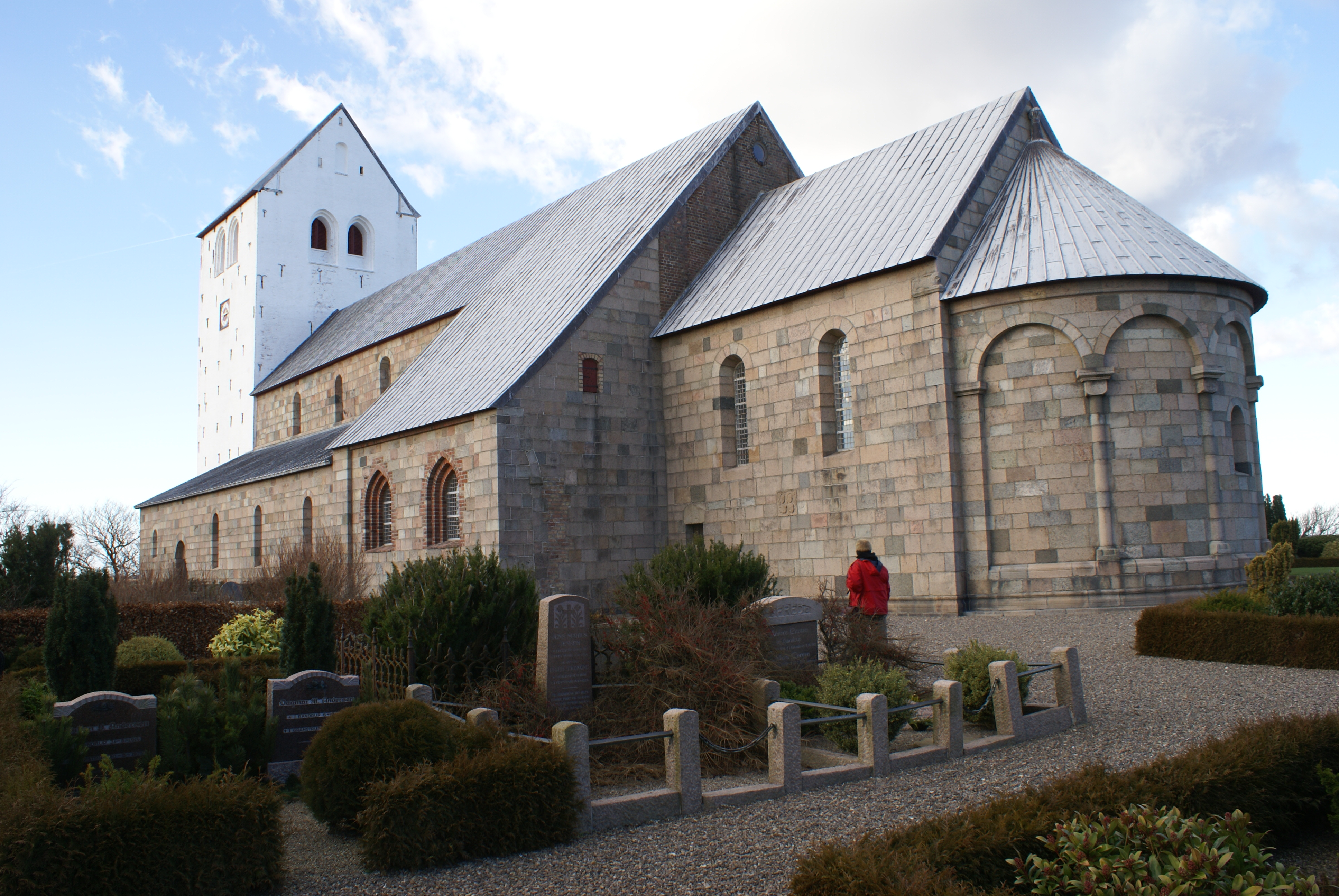
La iglesia de la abadía de Vestervig, que sirvió como catedral diocesana hasta 1130

La diócesis extendía su jurisdicción sobre los fieles católicos de rito latino residentes en parte de la actual región de Jutlandia Septentrional, en los distritos históricos de Vendsyssel, Hanherred, Thy y de la isla de Mors.  Al momento de la supresión de la diócesis era parte del Reino de Dinamarca y Noruega. Desde el 29 de abril de 1953 el área es parte de la diócesis de Copenhague.
La sede de la diócesis se encontraba en la aldea de Børglum, en donde se halla la Catedral abacial de Santa María, que hoy pertenece a la Iglesia del Pueblo Danés.
La diócesis tenía importantes centros eclesiásticos en la abadía de Børglum y la abadía de Vestervig, aunque tenía una variedad de otros monasterios. Esto incluyó los conventos benedictinos de la abadía de Frejlev (1268-1554), la abadía de Hundslund (1268-1536) y la abadía Ø (1160-1542). La diócesis también supervisó a los Caballeros de San Juan en el priorato de Dueholm (1351-1539) y el priorato carmelita en Sæby (ca. 1460-1536).

## Historia
Vestervig era la residencia de Teodorico de Vestervig (Theodgar), un misionero de Turingia que había sido capellán del rey Olaf II de Noruega. Después de la muerte de Olaf en 1030, Teodorico se embarcó en un viaje misionero a Vestervig, en donde construyó una pequeña iglesia. Después de su muerte en 1067, fue canonizado a pesar de la oposición tanto del rey Svend II de Dinamarca como del obispo de la diócesis, Albrik. Con el tiempo, san Teodorico se convirtió en el santo patrón de la diócesis.
La diócesis de Vestervig fue erigida en 1060 con parte del territorio de la diócesis de Ribe. La primera sede del obispado fue la localidad de Vestervig, en el actual municipio de Thisted, en donde la iglesia de la abadía local servía como catedral. El primer obispo de la diócesis, Magnus, se ahogó circa 1060 en el río Elba cuando regresaba de Bremen, en donde había sido consagrado obispo por Adalberto. Magnus fue sucedido por Albrik, decano de Bremen. El sucesor de Albrik, el obispo Enrique, fue capellán del rey Canuto IV y lo acompañó durante su estadía en Vendsyssel en 1086.
Originalmente sufragánea de la arquidiócesis de Hamburgo-Bremen, en 1104 se convirtió en sufragánea de arquidiócesis de Lund, ciudad que era parte del Reino de Dinamarca.
Durante la década de 1130, el obispo Sylvester transfirió la sede a la propiedad real de Børglum. Aproximadamente al mismo tiempo que se estableció allí una fundación monástica, la posterior abadía de Børglum, aunque hay poca información sobre su naturaleza exacta. Aproximadamente en 1180 los canónigos premonstratenses de la abadía de Steinfeld en Alemania se establecieron allí. Hacia 1220 el obispo de Børglum hizo de la abadía su sede; la iglesia de la abadía se convirtió en la catedral de la diócesis, y sus canónigos formaron el capítulo diocesano con poder para elegir al obispo. Niels Stygge Rosenkranz fue obispo de Børglum desde 1486 hasta 1533. Su sobrino, Stygge Krumpen, había sido su obispo coadjutor y lo sucedió intentando frenar el avance del protestantismo.

### Reforma protestante
Como conclusión de la guerra del Conde, el 6 de agosto de 1536 Cristián III entró en Copenhague y en la noche del 12 de agosto llevó a cabo un golpe de Estado durante el cual fue capturado el arzobispo Torbern Bille de Lund junto con dos obispos que estaban en la ciudad. Luego los demás obispos del reino fueron detenidos. El rey convocó una asamblea de notables en Copenhague el 20 de octubre de 1536, en la que se decidió que los obispos debían ser depuestos y sus bienes confiscados en beneficio de la corona.
En obispo Krumpen también fue despojado de su título. Posiblemente fue encarcelado por un corto período en Hald y luego lo estuvo en Sønderborg, y desde allí fue liberado en junio de 1542 con una promesa de lealtad al rey. Se le concedió un derecho de retención sobre la abadía de Asmild, cerca de Viborg, manteniéndose católico hasta su muerte el 21 de enero de 1551.
El 2 de setiembre de 1537 el rey Cristián III firmó el Ordinatio ecclesiastica regnorum Daniae et Norwegiae et ducatuum Slesvicencis, Holtsatiae etc. etc., por el que en el Reino de Dinamarca y Noruega las diócesis fueron convertidas en superintendencias luteranas, suplantando formalmente a las diócesis católicas. Peder Thom fue nombrado superintendente de Børglum sin haber sido consagrado obispo, por lo que esa Iglesia no continuó la sucesión apostólica. El depuesto obispo Krumpen falleció el 21 de enero de 1551, quedando de hecho suprimida la diócesis católica habiendo sido prohibido el catolicismo en el reino. La superintendencia de Børglum fue trasladada a Aalborg en 1554 y con el tiempo fue renombrada como la diócesis de Aalborg de la Iglesia del Pueblo Danés.

## Episcopologio
- Magnus † (1060-1065 falleció)
- Albrik † (1066-?)
- Henry † (circa 1080-?)
- N. † (?-1112 falleció)
- Kield † (?-4 de junio de 1134 falleció)
- Sylvester † (1140-?)
- Tyge † (antes de 1158-circa 1177 falleció)
- Omer † (circa 1178-1178 nombrado obispo de Ribe)
- Jens † (1221-1245)
- Eskil † (1245-?)
- Radulf, O.F.M. † (1247-1252 renunció)
- Oluf Glob † (circa 1252-1262 falleció)
- Jens de Heche † (23 de julio de 1264-? falleció)
- Niels † (1282-? falleció)
- Joseph † (20 de abril de 1298-? falleció)
- Jens † (20 de marzo de 1304-?)
- Niels † (1309-31 de agosto de 1328 renunció)
- Tyge, O.P. † (1328-? falleció)
- Andreas † (1345-1354 falleció)
- Mogens Jensen † (1354-19 de septiembre de 1365 nombrado obispo de Ribe)
- Jens Mikkelsen † (19 de septiembre de 1365-7 de noviembre de 1369 nombrado obispo de Ribe)
- Sven † (14 de enero de 1370-1396 falleció)
- Peder † (2 de julio de 1396-1431 falleció)
  - Gobelinus Volant, O.E.S.A. † (19 de marzo de 1432-?) (obispo electo)
- Gerhard Peder Gydenstierna † (1 de abril de 1433-1452 falleció)
- Jacob Friis Loddehat † (17 de agosto de 1453-1481 falleció)
- Niels Stygge, O.P. † (20 de noviembre de 1486-1519 renunció)
- Stygge Krumpen † (27 de julio de 1519-20 de octubre de 1536 depuesto por el rey. El 21 de enero de 1551 falleció)